# Tropidonophis doriae
Tropidonophis doriae är en ormart som beskrevs av Boulenger 1897. Tropidonophis doriae ingår i släktet Tropidonophis och familjen snokar. Inga underarter finns listade i Catalogue of Life.
Denna orm förekommer med flera från varandra skilda populationer på Nya Guinea och på Aruöarna. Arten lever i låglandet och i bergstrakter upp till 1550 meter över havet. Individerna lever i skogar nära vattendrag. Födan utgörs av groddjur, grodornas ägg och fiskar som jagas på dagen. Honor lägger 2 till 8 ägg per tillfälle.
För beståndet är inga hot kända. Hela populationen anses vara stabil. IUCN listar arten som livskraftig (LC).